# Максимівка (станція)
Максимівка — проміжна залізнична станція Сумської дирекції Південної залізниці на неелектрифікованій лінії Тростянець-Смородине — Люботин між зупинними пунктами Платформа 198 км (5,5 км) та Сухини (4,7 км). Розташована в однойменному селищі Богодухівського району Харківської області.

## Пасажирське сполучення
На станції Максимівка зупиняться приміські поїзди Сумського напрямку до станцій Ворожба, Люботин, Суми, Харків-Пасажирський.